# Смикув (гміна Далешице)
Смикув (пол. Smyków) — село в Польщі, у гміні Далешиці Келецького повіту Свентокшиського воєводства.
Населення — 452 особи (2011).
У 1975-1998 роках село належало до Келецького воєводства.

## Демографія
Демографічна структура на день 31 березня 2011 року:
|          | Загалом | Допрацездатний вік | Працездатний вік | Постпрацездатний вік |
| -------- | ------- | ------------------ | ---------------- | -------------------- |
| Чоловіки | 224     | 52                 | 164              | 8                    |
| Жінки    | 228     | 61                 | 136              | 31                   |
| Разом    | 452     | 113                | 300              | 39                   |